# Tyrrell Lake
Tyrrell Lake är en sjö i Kanada.   Den ligger i provinsen Alberta, i den södra delen av landet, 2 800 km väster om huvudstaden Ottawa. Tyrrell Lake ligger 958 meter över havet. Arean är 4,4 kvadratkilometer. Den sträcker sig 4,6 kilometer i nord-sydlig riktning, och 6,2 kilometer i öst-västlig riktning.
Trakten runt Tyrrell Lake består i huvudsak av gräsmarker. Trakten runt Tyrrell Lake är nära nog obefolkad, med mindre än två invånare per kvadratkilometer.